# Scythris emichi
Scythris emichi is een vlinder uit de familie dikkopmotten (Scythrididae). De wetenschappelijke naam is voor het eerst geldig gepubliceerd in 1870 door Anker.
De soort komt voor in Europa.